# R. Venkataramani
R. Venkataramani (13 de abril de 1950) es un abogado constitucional indio. Abogado principal en la Corte Suprema de la India desde 1982, en 2022 fue nombrado Fiscal General de India.

## Trayectoria
R Venkataramani estudió Derecho en la Loyola College de Chennai. Con anterioridad, realizó sus estudios en la Escuela Secundaria Superior Petit Seminaire-Puducherry. Es abogado principal de la Corte Suprema desde 1982. En efecto, en 1972 se inscribió como miembro del Colegio de Abogados de Tamil Nadu y en 1982 comenzó a ejercer de forma independiente en la Corte Suprema. En 1997 fue nombrado abogado principal del Tribunal Supremo y en 2010, nombrado miembro de la Comisión Jurídica.
Sus conocimientos legales abarcan campos como el de impuestos indirectos, asuntos civiles, derechos humanos, derecho del consumidor, derecho penal, derecho constitucional, etc. Además, estuvo involucrado por la Corte Internacional de Justicia con sus actividades en la región afroasiática, particularmente en relación con los Pactos Internacionales de Derechos Económicos, Sociales y Culturales (PIDESC).
Venkataramani fue nombrado miembro de la Comisión Jurídica de India en 2010. Ha ejercido para el estado de Tamil Nadu como abogado principal especial durante 12 años y también actuó como abogado principal especial para el estado de Andhra Pradesh. 
R. Venkataramani asumió el cargo de decimosexto Fiscal General de India el 1 de octubre de 2022, cargo dependiente de la Presidencia de la República. Su antecesor fue K. K. Venugopal. Según la prensa, el abogado principal Mukul Rohatgi rechazó el ofrecimiento de la presidente de la República para desempeñar el cargo de Fiscal General. Rohatgi ya había desempeñado el cargo de 14° Fiscal General (AG) entre 2014 y 2017. Renunció en junio de 2017 y fue sustituido por K. K. Venugopal. Venugopal fue designado como AG por un período de tres años, y se le otorgó una extensión de un año cada uno en 2020 y 2021. Cesó en 2022.